# MS 0302+17
MS 0302 + 17은 약 44억 8,500만 광년의 거리에 있는 별자리에 위치한 초은하단으로 약 53억 3,800만 광년의 거리에 위치한다.

## 개요
MS 0302 + 17은 3개의 거대한 은하단을 포함하고 있다.
이 중 CL 0303 + 1706으로 알려진 첫 번째 것은 전통적인 광학 망원경을 사용하여 Alan Вressler와 Jim Gunn에 의해 발견되었다.
그것은 초클러스터의 동쪽 가장자리를 따라 위치해 있고 적색 은하의 중요한 집중으로 구성되어 있다.
아인슈타인 X선 관측소로 이루어진 관측 결과 관측장 북쪽 가장자리 근처에 위치한 MS 0302 + 1659와 MS 0302 + 1717의 두 개의 다른 군집의 존재가 밝혀졌다.
MS 접두사는 X선 관측치가 아인슈타인 중간 민감도 조사의 일부이기 때문에 중간 민감도에서 유래한다.
이 조사의 흥미로운 사실은 초클러스터에 의해 생성된 중력렌즈현상에 의해 강화된 원격 은하의 이미지 MS0302 + 1659의 발광 중심 은하 근처에 위치한 두 개의 거대한 아치들이다.